# Beleg van Osaka

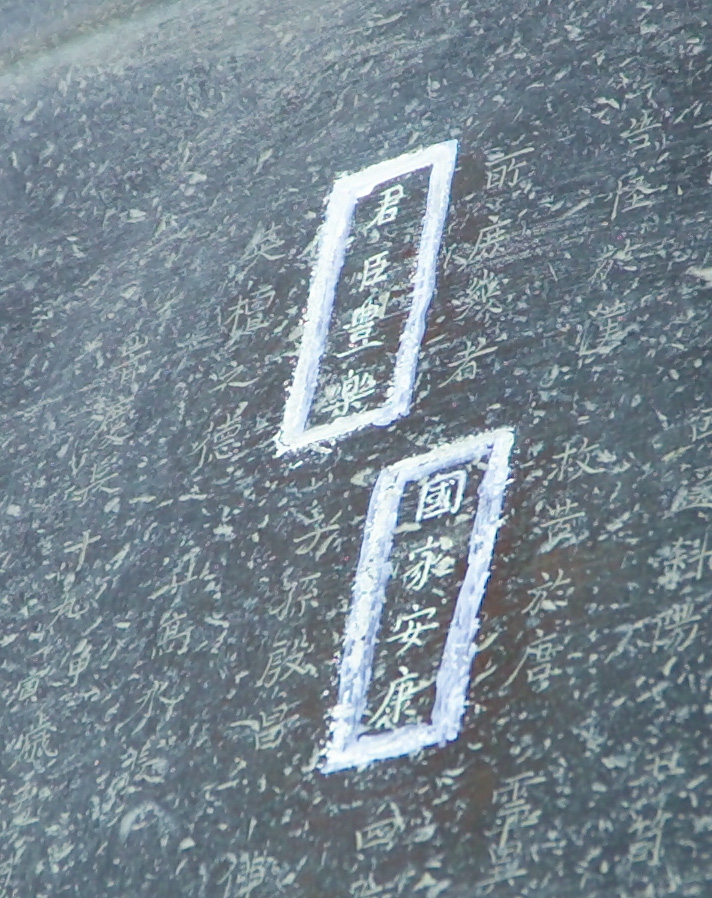
Inscriptie op de bel bij Hokoji in Kyoto

Het Beleg van Osaka (大坂の役, Ōsaka no Eki,  of meer gebruikelijk 大坂の陣 Ōsaka no Jin) was een reeks gevechten tussen november 1614 en juni 1615, tussen het Tokugawa-shogunaat en de Toyotomi-clan. De strijd betekende het einde van deze clan, en tevens het einde van het laatste gewapende verzet tegen de oprichting van het shogunaat.
De gevechten zijn ruwweg op te delen in twee periodes: winter en zomer. Het einde van het conflict wordt soms ook de Genna-wapenstilstand (元和偃武, Genna Enbu) genoemd vanwege het tijdperk waarin de strijd plaatsvond; deze veranderde meteen na het einde van de strijd van Keicho naar Genna

## Voorafgaand
In 1598 stierf Toyotomi Hideyoshi. Japan kwam nu onder bestuur te staan van de Raad van Vijf. Binnen deze raad had Tokugawa Ieyasu het meeste gezag. Nadat hij Ishida Mitsunari had verslagen in de slag bij Sekigahara, greep Ieyasu de macht in Japan en hief de raad op.

In 1603 werd het Tokugawa-shogunaat opgericht, met Edo als hoofdstad. Ieyasu wilde een machtig en stabiel regime in het leven roepen onder leiding van zijn eigen clan. De enige clan die sterk genoeg was om zich te verzetten, was de Toyotomi. Ieyasu zag hen als het laatste obstakel in het verwezenlijken van het shogunaat.

## Winterstrijd
In 1614 herbouwde de Toyotomi-clan het Osaka-jo, het kasteel van Osaka. Rond dezelfde tijd sponsorde het hoofd van de clan de wederopbouw van Hōkō-ji in Kyoto. Bij de restauratie van enkele tempels liet hij onder andere een bronzen klok maken met daarin een inscriptie: "Moge de staat voorspoedig en zonder oorlog zijn; In het oosten begroet hij de maan en in het westen zegt hij vaarwel tegen de ondergaande zon.". Het shogunaat, dat de oostelijke provincies als thuisbasis gebruikte, zag deze opmerking als een belediging. De spanningen liepen hierdoor hoog op tussen de Tokugawa en de Toyotomi. De situatie werd nog erger toen Toyotomi Hideyori begon met het rekruteren van een leger bestaande uit ronin en andere vijanden van de shogun.
In november 1614 besloot Ieyasu in te grijpen voordat de Toyotomi te machtig zouden worden. Hij stuurde een leger van 164.000 man naar Osaka. Op 19 november arriveerde dit leger bij Osaka. Ieyasu leidde drieduizend man over de rivier Kizu, en vernietigde het fort dat de Toyotomi daar hadden gebouwd. Een week later viel hij het dorp Imafuku aan met 1500 man. Het leger van de Shogun beschikte onder andere over haakbussen, wat hen een voordeelspositie gaf tegenover het leger van de Toyotomi. Na nog een aantal kleine dorpen en forten te hebben vernietigd, begon het leger van het shogunaat op 4 december aan de belegering van het kasteel.
Het kasteel werd bewaakt door Sanada Yukimura en 7000 man. Het leger van de shogun ondernam meerder pogingen het kasteel te veroveren, maar elke aanval werd afgeslagen. Sanada en zijn leger konden wel een paar keer met succes door de barricades rondom het kasteel breken. Ieyasu veranderde van strategie en besloot artillerie (waaronder 17 uit Europa geïmporteerde kanonnen) in te zetten. Ook liet hij zijn leger tunnels onder de kasteelmuren doorgraven. Op 22 januari 1615 eindigde de eerste belegering. Toyotomi Hideyori besloot niet verder in opstand te komen tegen de shogun.

## Zomerstrijd

In april 1615 hoorde Ieyasu dat Toyotomi Hideyori desondanks toch weer bezig was een groot leger te verzamelen. Toyotomi’s troepen vielen meerdere vestigingen van het leger van de shogun aan nabij Osaka. Onder leiding van Ban Danemon werd onder andere het Wakayamakasteel geplunderd. Dit kasteel behoorde toe aan Asano Nagaakira, een bondgenoot van de shogun. Zodoende laaide de strijd tussen de twee clans weer op.
Ook in deze strijd had het leger van de shogun een numeriek overwicht. Op 2 juni vochten 2600 van Toyotomi’s soldaten tegen 23.000 soldaten van de shogun. Na enkele overwinningen van het shogunleger in de region rondom Osaka, vond in juni 1615 de slag om Tennoji plaats, het laatste treffen tussen beide legers. Hideyori maakte plannen om het shogunleger frontaal aan te vallen met 55.000 man, terwijl de rest van zijn leger hen vanuit de flank en van achter kon aanvallen. Het shogunleger, nu onder leiding van Tokugawa Hidetada, bestond uit ongeveer 155.000 soldaten. Dit leger bewoog zich voort in vier parallelle linies.
Door fouten van beide kanten werd de slag bijna een mislukking. Hideyori's ronin splitsten zich af van de hoofdgroep, en Hidetada's reservetroepen trokken ten strijde zonder dat hen opdracht hiertoe was gegeven. Hideyori's commandant Sanada Yukimura kwam om, wat de moraal van zijn leger sterk deed dalen. Hideyori riep versterking op vanuit zijn kasteel, maar deze arriveerde te laat en moest zich terugtrekken voor het shogunleger. Het kasteel zelf werd snel veroverd en deels vernietigd. Hideyori pleegde seppuku.

## Nasleep
Met het verlies van de Toyotomi-clan, verdween het laatste grote verzet tegen het shogunaat. Hideyori's zoon Toyotomi Kunimatsu werd gevangen door het shogunaat, en onthoofd in Kyoto. Naahime, de dochter van Hideyori, werd ook gevangen, maar niet ter dood veroordeeld. Ze werd later een non in Kamakura's Tōkei-ji. Hideyoshi's graf werd vernietigd, evenals Kyoto's Toyokunischrijn. Chōsokabe Morichika werd onthoofd. De Toyotomi-clan werd officieel opgeven.
Osaka werd benoemd tot han onder leiding van Matsudaira Tadayoshi. Het kasteel werd herbouwd. In 1619 werd het Osaka-domein vervangen door Osaka Jodai, onder commando van een bugyo.
Ieyasu had Japan verenigd, maar zijn gezondheid ging hard achteruit als gevolg van enkele wonden die hij had opgelopen in de gevechten. Op 1 juni 1616, amper een jaar na de overwinning, stierf hij op 75-jarige leeftijd.

## Trivia
- Volgens sommige bronnen zou de legendarische samurai Miyamoto Musashi deel hebben genomen aan de strijd, aan de kant van de Toyotomi. Het is niet bekend wat er van hem geworden is na het gevecht, behalve dat zijn leven om een of andere reden gespaard bleef.
- De strijd om Osaka is een van de levels in de spellenserie Samurai Warriors.